# Bromodichlorométhane
Le bromodichlorométhane  est un trihalogénométhane de formule CHBrCl2. C'est un liquide incolore, lourd et non combustible formé par action du chlore sur des matières organiques.

## Occurrence et production
Le bromodichlorométhane est principalement un produit secondaire de la chloration de l'eau. Il est parfois présent dans l'eau du robinet à l'état de trace (taux inférieur à 1 µg/l) par le traitement de l'eau potable, à un seuil jugé inoffensif pour l'organisme.
De petites quantités sont produites dans les usines chimiques pour être utilisées en laboratoire ou pour créer d'autres substances chimiques. Une très petite quantité (moins de 1 % de la quantité produite par les activités humaines) est produite par les algues dans les océans.
Le bromodichlorométhane s'évapore très facilement, la plus grande partie du bromodichlorométhane présent dans l’atmosphère y est entré par évaporation depuis les usines chimiques et les centres de traitement des eaux. Le bromodichlorométhane se dégrade lentement (environ 90 % en un an) par des réactions chimiques dans l’air. Le bromodichlorométhane qui reste présent dans l'eau ou le sol est dégradé lentement par des bactéries.

## Utilisations
Il a été utilisé comme retardateur de flamme, solvant pour graisses et cires et, à cause de sa grande densité, comme séparateur de minéraux. Il est maintenant utilisé comme réactif et apparaît comme intermédiaire en chimie organique.